# Tricharina gilva
Tricharina gilva är en svampart som först beskrevs av Boud. ex Cooke, och fick sitt nu gällande namn av Eckblad 1968. Tricharina gilva ingår i släktet Tricharina och familjen Pyronemataceae.  Arten är reproducerande i Sverige. Inga underarter finns listade i Catalogue of Life.